# Slaget ved Magdhaba
Slaget ved Magdhaba fandt sted den 23. december 1916 under Sinai og Palæstina-felttoget under 1. Verdenskrig. Angrebet fra Anzac divisionen fandt sted mod en forskanset garnison fra den osmanniske hær syd og øst for Bir Lahfan i Sinaiørkenen omkring 29-40 km fra Middelhavets kyst. Denne sejr til en egyptiske ekspeditionsstyrke (EEF) mod den osmanniske garnison betød også at al-Arish blev sikret, efter at den osmanniske garnison trak sig tilbage.
I august 1916 var en kombineret osmannisk/tysk/Østrig-ungarsk styrke blevet tvunget til at trække sig tilbage til Bir el Abd efter den britiske sejr i slaget ved Romani. I løbet af de følgende tre måneder trak den slagne styrke sig længere østpå til al-Arish, mens det erobrede område, som strakte sig Suez-kanalen blev besat og garnisoneret af EEF. Patruljer og rekognosceringer blev gennemført af britiske styrker for at beskytte den fortsatte bygning af en jernbane og en vandledning og forhindre den osmanniske armé i at trænge over Sinaiørkenen ved at ødelægge vandbrønde og cisterner.
I december var byggeriet af infrastruktur og forsyningslinjer tilstrækkelig fremskredet til at den britiske fremrykning kunne begynde om aftenen den 20. december. Den følgende morgen var en bereden styrke nået til al-Arish, som viste sig at være forladt. En osmannisk garnison i stærke forsvarsstillinger blev opdaget ved Magdhaba 29-48 km inde i landet mod sydøst ved Wadi el Arish. Efter en ny natlig march af den beredne Anzac division blev angrebet på Magdhaba indledt af australske, britiske og newzealandske mod velforskansede osmanniske tropper, som forsvarede 6 skanser. I løbet af dagens hårde kampe var det det beredne infanteris taktik, med at ride så tæt på fronten som muligt, sidde af og angribe med bajonetterne påsat og med støtte fra artilleri og maskingeværer samt luftrekognoscering, der viste sig bedst. Alle de godt camouflerede skanser blev efterhånden fundet og erobret og de osmanniske forsvarer overgav sig sidst på eftermiddagen.

## Baggrund
Ved udbruddet af 1. verdenskrig havde egyptisk politi, som havde kontrolleret Sinaiørkenen, trukket sig tilbage og efterladt området stort set ubeskyttet. I februar 1915 angreb en tysk/osmannisk styrke uden held Suez-kanalen (Angrebet på Suez-kanalen). Efter slaget ved Gallipoli trængte end ny tysk/osmannisk styrke i juli 1916 over Sinai for at true Suez-kanalen. Denne styrke blev besejret i august i slaget ved Romani, hvorefter den beredne Anzac division under generalmajor Harry Chauvel trængte den osmanniske armés ørkenstyrke, som blev ledet af den tyske general Friedrich Freiherr Kress von Kressenstein ud af Bir el Abd og over Sinaihalvøen til al-Arish.
I midten af september 1916 havde den beredne Anzac division fulgt den tysk/osmanniske styrke fra Bir el Salmana 32 km langs den nordlige rute over Sinaihalvøen til forposten ved Bir el Mazar. Maghara bakkerne 80 km sydvest for Romani i det indre af Sinaihalvøen blev også angrebet i midten af oktober at en britisk styrke fra Suez-kanalen. Selv om de ikke blev erobret dengang blev alle sidde stillinger efterhånden opgivet af deres osmanniske garnisoner i lyset af den voksende britiske styrke i området.

### Konsolidering af de erobrede områder
Briterne opbyggede herefter garnisoner langs deres forsyningsveje, som strakte sig over Sinai fra Suez-kanalen. Patruljer og rekognosceringer blev gennemført regelmæssigt for at beskytte jernbanen og vandledningen, som blev bygget af det egyptiske arbejdskorps. Disse forsyningslinjer kunne ses i form af jernbanestationer og sidespor, flyvepladser, signalindretninger og faste lejre hvor tropper kunne bo i telte og hytter. På dette tidspunkt bestod den egyptiske ekspeditionsstyrke af i alt 156.000 mand plus 13.000 egyptiske arbejdere.

### Osmanniske stillinger i Sinai
Den osmanniske armés ørkenstyrke under Kress von Kressenstein, som opererede i Sinaiområdet blev forsynet fra deres hovedbase i ørkenen ved Auja al-Hafir, der lå på den osmanniske side af grænsen. Hafir el Auja var forbundet til Beersheba, Gaza og det nordlige Palæstina med vej og jernbane.
Denne primære tyske og osmanniske base i den centrale del af Sinaiørkenen forsynede og støttede mindre garnisoner i området med troppeforstærkninger, ammunition og rationer, medicinske forsyninger og hvileperioder væk fra fronten. Hvis de blev efterladt intakte kunne de osmanniske styrker ved Magdhaba og Hafir el Auja i alvorlig grad true fremrykningen af EEF langs den nordlige rute ind i det sydlige Palæstina.

### Problemer med en fremrykning til al-Arish

#### Vand
Oaseområdet, som strakte sig fra Dueidar 25 km fra Qantare langs Darb es Sultani, langs den gamle karavanerute og videre til Salmana 83 km fra Qantara kunne opretholde liv; men fra Salmana til Bir el Mazar, (120 km fra Qantara) var der ikke ret meget vand, og efter Mazar-området var der ingen vand før man nåede al-Arish ved kysten 150 km fra Qantara.
Inden den britiske fremrykning til al-Arish kunne begynde skulle den 30 km lange strækning uden vand mellem El Mazar og al-Arish udforskes grundigt. I midten af december 1916 gjorde vandledningens udbygning mod øst det muligt at opbevare tilstrækkeligt med vand ved Maadan (Kilo. 128) og det var også muligt at samle tilstrækkeligt store antal kameler og kameldrivere fra transportkorpset til at bringe vand frem fra Maadan til støtte for en angribende styrke.

#### Betingelser
Felttoget over Sinaiørkenen krævede stor beslutsomhed såvel som opmærksomhed på detaljerne af alle involverede for at sikre, at ammunition, rationer og hver en liter vand eller balle hestefoder var til rådighed, når der var brug for den. Mens den osmanniske hovedbase ved Hafir el Auja var mere centralt placeret, lå den britiske base omkring 50 km vest for al-Arish, omtrent for enden af deres forsyningslinje. Beredne operationer så langt fra basen i et så bart terræn var yderst farlige og vanskelige.
Til disse langtrækkende ørkenoperationer var det nødvendigt at alle forsyninger var velorganiserede og passende indpakket så de kunne fragtes på kameler, som fulgtes med kolonnen efter tæt bagefter. Det var af vital betydning, at soldaterne var veltrænede i at klare sig under disse forhold. Hvis en mand blev efterladt i det barske Sinai, kunne han død i den brændende ørkensol i løbet af dagen eller den isnende kulde om natten. Hvis en vandbeholder ved et uheld væltede eller lækkede, kunne det betyde ingen vand til ejeren i måske 24 timer i ekstreme temperaturer.
Under disse ekstreme og vanskelige forhold arbejdede beredne tropper fra EEF på at sikre beskyttelse for bygningen af infrastrukturen, afpatruljering af de nyligt erobrede områder og rekognoscering af området for at forbedre og kontrollere de luftfotografier, som blev anvendt til at forbedre kortene over de nyligt besatte områder.

### Det britiske krigsministeriums politik
Det britiske krigsministeriums udtalte politik gik i oktober 1916 ud på at fortsætte offensiven på Vestfronten mens man var i defensiven alle andre steder. Udmattelsesslaget ved Somme og udskiftningen af premierminister i Storbritannien fra Herbert Asquith til David Lloyd George den 7. december, rykkede så meget ved status quo at politikken blev ændret så angreb på Centralmagternes svage punkter andre steder end på Vestfronten var ønskværdige. Den øverstkommanderende for EEF, General Sir Archibald Murray, blev opmuntret til at søge sejre på sin østfront, men uden forstærkninger. Han mente at en fremrykning til al-Arish var mulig, og at sådan en fremrykning ville true styrker i den sydlige del af det Osmanniske Rige og, hvis ikke forhindre, så i det mindste forsinke overførsel af tyske og osmanniske enheder til andre krigsskuepladser end Levanten.

### Opbygningen af Østlige styrke og Ørkenkolonnen
Efter sejren ved Romani flyttede Murray sit hovedkvarter tilbage fra Ismailia ved kanalen til Kairo. Denne flytning ville gøre det muligt for ham at være mere centralt placeret i forhold til hans opgaver og ansvar, som strakte sig fra den Vestlige ørkenstyrke, som var involveret i en fortsat kamp mod Senussierne i den Vestlige ørken, til den Østlige styrke i Sinai. En anden konsekvens af sejren var at generalmajor H. A. Lawrence, som havde haft kommandøn over den nordlige sektor af Suez-kanal forsvaret og Romani under slaget blev overført til Vestfronten.
Som følge af at de tyske og osmanniske styrker var blevet trængt mod øst væk fra kanalen blev generalløjtnant Charles Dobell i oktober udpeget til chef for den nyligt opstillede Østlige styrke. Med hovedkvarter ved Qantara fik Dobell ansvaret for sikkerheden ved Suezkanalen og i Sinaihalvøen.
I går blev vi inspiceret af general Chauvel, som netop var kommet tilbage fra sin rejse til England. Vi er alle glade for at se ham, da han er vellidt blandt både officerer og mænd. Man føler sig ret sikker med en leder som ham. Jeg så ham ride baglæns og forlæns under kraftig beskydning ved Romani og Bir-el-Abd, og det så ud til at han ikke vidste hvad fare var. Nu da han er tilbage tror vi ikke, at det vil vare længe inden vi igen går løs på tyrkerne.
Dobells østlige styrke bestod af to infanteridivisioner 42. under generalmajor W. Douglas og 52. under generalmajor W. E. B. Smith, den beredne Anzac division under Chauvel, 5. beredne brigade under brigadegeneral E. A. Wiggin og kamelbrigaden under brigadegeneral Clement Leslie Smith. Murray anså denne styrke for at være mindst en division for lille til at kunne gennemføre en fremrykning til Beersheba, men han følte at han kunne erobre al-Arish og etablere en effektiv base ved kysten, hvorfra senere operationer østpå kunne forsynes.
I oktober fik Chauvel 6 ugers orlov. Han rejste til Storbritannien den 25. oktober og vendte tilbage den 12. december 1916. Mens han var væk blev Ørkenkolonnen dannet den 7. december 1916, 5 dage inden hans tilbagekomst. Murray udnævnte den nyligt forfremmede generalløjtnant Sir Phillip Chetwode til chef for kolonnen. Som generalmajor havde Chetwode ledet kavaleri på Vestfronten, hvor han var involveret i forfølgelsen af tyskerne under tilbagetoget efter slaget ved Marne.
Ved dannelsen bestod Chetwodes ørkenkolonne af tre infanteridivisioner, 42., 52. og 53. (som aktuelt var indsat i forsvaret af Suezkanalen). Chetwodes beredne styrke bestod af den beredne Anzac division, 5. beredne brigade og kamelbrigaden.

## Optakt
I starten af december 1916 var byggeriet af jernbanen nået til brøndene ved Bir el Mazar, den sidste brønd inden al-Arish. Bir el Mazar var omkring halvvejs mellem Qantara ved Suez-kanalen og den egyptisk-osmanniske grænse. Britisk efterretningsvæsen havde rapporteret, at den osmanniske armé planlagde at styrke garnisonen i Magdhaba ved at forlænge jernbanen (eller bygge en smalsporet bane) sydøst på fra Beersheba (og Hafir el Auja) mod Magdhaba.

### Fremrykning til al-Arish
Beredne patruljer, som nåede til udkanten af al-Arish opdagede, at 1.600 velforskansede osmanniske tropper holdt byen med støtte fra tropper 40 km mos sydøst på bredderne af Wadi el Arish ved Magdhaba og Abu Aweigila.
Den 20. december, en uge efter at Chauvel var kommet tilbage fra orlov, begyndte fremrykningen mod al-Arish da den beredne Anzac division forlod Bir Gympie kl. 21.45. De rykkede ud uden 2. beredne brigade, som var bagude og hjalp til med patruljering af forbindelseslinjerne, som strakte sig 150km tilbage til Qantara ved Suez-kanalen. Så det var 1. lette beredne brigade, 3. lette beredne brigade, den beredne newzealandske riffelbrigade, 5. beredne brigade og de nyligt oprettede bataljoner af kamelbrigaden med bjergkanoner fra Hong Kong og Singapore kamelbatterierne som foretog den 32 km lange rejse til al-Arish.
På afrejsedagen rapporterede australske flyvere, at garnisonerne ved al-Arish og Maghara bakkerne i det centrale Sinai, syntes at have trukket sig tilbage.
Da den beredne Anzac division nærmede sig Um Zughla kl. 2 den 21. december blev der gjort holdt indtil kl. 3.30 hvor kolonnen fortsatte til al-Arish. Kl. 7.45 red fortroppen ind i byen, uden at møde modstand, for at få kontakt med den civile befolkning og sørge for vandforsyninger til den beredne styrke. En blev taget til fange, mens observationsposter blev opstillet, som holdt nøje udkig med området øst og syd for byen. Kl. 16 var 3. lette beredne, newzealandske beredne riffelbrigade og kamelbrigaden i bivuak ved al-Arish. Dagens eneste tab var to soldater fra 1. lette beredne, som blev sprængt i luften af en mine, som var drevet i land på stranden.
Dagen efter at al-Arish var blevet besat, 22. december, nåede den forreste infanteribrigade fra 52. infanteridivision frem til byen og sammen med 5. beredne brigade garnisonerede den byen og begyndte at befæste området. Kl. 10 gik Chetwode i land på stranden overfor den beredne Anzac divisions hovedkvarter for at begynde sit arbejde som chef for Ørkenkolonnen. Chetwode rapporterede, at han havde sørget for at en særlig kamelkonvoj med rationer og hestefoder ville ankomme til al-Arish kl. 16.30 samme dag med henblik på at den beredne Anzac division kunne gå mod Magdhaba, 29 km borte. (Den følgende dag ankom det første skib med forsyninger til al-Arish). Med de vigtigste forsyninger på plads, førte Chauvel den beredne division ud af al-Arish kl. 0.45 om natten mellem den 22. og 23. december i retning mod Magdhaba, efter at rekognosceringer havde tastslået at den osmanniske styrke, som havde forladt al-Arish var draget mod sydøst langs Wadi el Arish mod Magdhaba.

### Den osmanniske styrke
Under deres tilbagetrækning fra al-Arish rykkede den osmanniske garnison ned langs Wadi el Arish 40 km sydøst for al-Arish til Magdhaba og Abu Aweigila, omkring 25 km længere væk fra kysten, langs wadien. Ved Magdhaba voksede garnisonen fra omkring 500 til omkring 1.400 osmanniske soldater, men kan dog have været så mange som 2.000, fra to bataljoner af det 80. infanteriregiment (fra. 27. infanteridivision, men underlagt 3. infanreridivision i det meste af 1916). Disse to bataljoner, 2. bataljon, under Izzet Bey, med omkring 600 mand og 3. bataljon under Rushti Bey, blev støttet af et afsiddet kamelkompagni og to sektioner af 80. maskingeværkompagni. (De resterende sektioner af 80. maskingeværkompagni var blevet flyttet nordpå til Shellal.) Forsvarsstyrken blev også støttet af et batteri med fire 7,5 cm bjergkanoner, som var udlånt fra 1. bjergregiment, da 80. regiments eget artilleri var placeret ved Nekhel. Desuden blev forsvaret støttet af en række støtteenheder, heriblandt noget af 3. kompagni af 8. ingeniørbataljon, 27. sanitetskompagni, 43. mobile hospital og 46. forplejningsenhed. Garnisonen var underlagt Kadri Bey, chefen for 80. infanterireiment.
Rækken af 6 velplacerede og udbyggede skanser, som udgjorde den stærke osmanniske stilling ved Magdhaba, afspejlede en betydelig planlægningsindsats. Skanserne var omtrent usynlige i det flade terræn på begge sider af Wadi el Arish. Det var tydeligt, at flytningen af den osmanniske garnison fra al-Arish ikke havde været en pludselig panikhandling, rent faktisk var stillingen allerede blevet opdaget af den allierede luftrekognoscering den 25. oktober.
Disse befæstede skanser, som var placeret på begge sider af wadien, var forbundet med en række skyttegrave. Hele stillingen strakte sig over et område på omkring 3 km fra øst til vest, men var smallere fra nord til syd. Den 22. december, dagen før angrebet, var garnisonen blevet inspiceret af Kress von Kressenstein, chefen for den osmanniske ørkenstyrke, som kom kørende fra sin base ved Hafir el Auja. Han udtrykte tilfredshed med garnisonens evne til at modstå ethvert angreb.
Kress von Kressensteins tilfredshed med at garnisonen kunne modstå ethvert angreb kan have haft noget at gøre med hvor isoleret den var. Magdhaba lå omkring 65 km fra der hvor den britiske jernbane sluttede og 40 km fra al-Arish. Der var to andre vigtige oplysninger, som Kress von Kressenstein ikke havde. For det første kunne han ikke have været klar over den hastighed, fleksibilitet og beslutsomhed, som den beredne australske, britiske og newzealandske styrke ville udvise. For det andet betød ankomsten af den britiske general Chetwode og hans stab og deres vitale fremtidsplanlægning med henblik på at organisere den nødvendig logistiske støtte til at kunne gennemføre et langdistance angreb med den beredne Anzac division.

### Den britiske styrke
Chauvels styrke i angrebet mod Magdhaba bestod af tre brigader fra den beredne Anzac division: 1. lette beredne brigade, 3. lette beredne brigade og den newzealandske beredne riffelbrigade samt med tre bataljoner af kamelbrigaden i stedet for 2. lette beredne brigade. Disse tre brigader og tre bataljoner blev støttet af Inverness og Somerset artilleribatterierne og Hong Kong og Singapore artilleribatteriet.
Denne styrke, som kan have været 7.000 mand stærk, rykke ud fra al-Arish lige efter midnat efter en uventet forsinkelse på grund af at der ankom en kolonne infanteri fra 52. infanteridivision, som krydsede den lange kamelkaravane, som medbragte vand, og som fulgte efter den beredne division.
Trods det nåede den beredne Anzac division sletten 6 km fra Magdhaba omkring kl. 5 om morgenen den 23. december. De havde fulgt en fast mønster med at ride i 40 minutter, derefter trække hestene i 10 minutter og så holde pause i 10 minutter. Kolonnen var blevet ført af sted af brigadens spejdere, indtil garnisonens bål blev synlige i en times tid under deres fremmarch, hvilket tydede på, at osmannerne ikke ventede at angrebsstyrken ville foretage en ny natlig match efter deres 50 km lange ridt til al-Arish.

#### Luftstøtte
Der blev rutinemæssigt gennemført luftrekognoscering, en som blev gennemført den 15. november af Australian Flying Corps foretog en detaljeret rekognoscering bag fjendens linjer over områder ved El Kossaima, Hafir el Auja og Abu Aweigila, hvor der blev taget 24 billeder af alle lejre og lagre.
Royal Flying Corpss 5. luftstyrke under oberstløjtnant P B Joubert de la Ferté med base ved Mustabig ydede støtte til den beredne Anzac division. Luftstyrken var en blandet enhed med 14. RAF eskadrille og den 1. australske eskadrille. Den skulle yde nærstøtte, foretage langtrækkende rekognoscering og langdistance bombning. Et britisk og 10 australske fly havde kastet hundrede bomber mod Magdhaba den 22. december og under slaget bombede og beskød de området, men målene var vanskelige at finde.

#### Sanitær støtte
Evakueringen af sårede var blevet revideret efter de problemer, som der havde været under og efter slaget ved Romani, med særlig opmærksomhed på udvikling af transporten med tog. Da fremrykningen til al-Arish skete i december 1916 var yderligere to hospitalstog til rådighed på Sinaijernbanen, og der var placeret medicinske enheder som følger:
Nær slagmarken ved enden af jernbanen, hvor de stationære sektioner af divisionens feltambulancer kunne betjene 700 sårede.
ved Bir el Abd No. 24 felthospital, som kunne betjene 400 sårede, og No. 53 og 54 felthospital, som kunne betjene 200 hver
ved Bir el Mazar No. felthospital kunne betjene 400 sårede,
ved Mahamdiyah No. 2 (Australske) stationære hospital med 800 senge,
ved Qantara øst No. 24 Stationære hospital med 800 senge.

## Kampe
Klokken 6.30 angreb allierede fly de osmanniske stillinger. De tiltrak nogen beskydning, hvilket afslørede placeringen af maskingeværer, skyttegrave og 5 skanser. Skanserne var placeret rundt om landsbyen, som beskyttede den eneste vandkilde i området. I løbet af dagen rapporterede piloter og deres observatører jævnligt, 14 rapporter blev modtaget mellem kl. 7.50 og 15.15. Rapporterne indeholdt vurderinger af den osmanniske styrkes placering, styrke og bevægelser. Rapporterne blev oftest aflagt mundtligt af observatørerne efter at piloten havde landet nær Chauvels hovedkvarter, da flyene dengang ikke var udstyret med radio.
Hovedangrebet fra nord og øst skulle sættes ind af den beredne newzealandske riffelbrigade under brigadegeneral Edward Chaytor, som rykkede frem i form af en række tropper. Newzealænderne blev støttet af en maskingeværeskadron med Vickers og Lewis maskingeværer og 3. lette brigade under kommando af Chaytor. Dette angreb begyndte nær landsbyen Magdhaba og Wadi El Arish på den omtrent konturløse slagmark da det britiske artilleri åbnede ild samtidig som Chaytors gruppe nærmede sig den osmanniske garnisons højre og bag.
Chauvels plan for omringning begyndte hurtigt at udvikle sig.
Trods kraftig osmannisk beskydning fandt Chaytors tropper dækning og sad af, nogle omkring 1,5 km fra skanserne og skyttegravene, mens andre nåede ind på en afstand af 350 meter. Samtidig var enheder fra kamelbrigaden på vej direkte mod Magdhaba, i en sydøstlig retning langs med telegraflinjen, og kl. 8.45 var de langsomt på vej til gods og med 1. lette beredne brigade i reserve.
Chauvels omringning blev forlænget kl. 9.25 da Chaytor beordrede et regiment til at omgå de forskansede stillinger og rykke gennem Aulad Ali, for at afskære en mulig retræte mod syd og sydøst. 10. lette beredne regiment med to sektioner af brigadens maskingeværeskadron under ledelse af brigadegeneral J. R. Royston, lederen af 3. lette beredne brigade, havde held til at erobre Aulad Ali og tage 300 fanger.
De osmanniske artilleribatterier og skyttegrave var svære at finde, men kl. 10 rykkede den newzealandske beredne riffelbrigade mod ildlinjen. På dette tidspunkt rapporterede et fly, at små grupper fra garnisonen i Magdhaba begyndte at trække sig tilbage og som følge heraf blev reserven, 1. lette beredne brigade, som stadig var til hest, beordret til rykke direkte mod byen og passere den afsiddede kamelbrigades bataljoner på vejen. Efter at være mødt med kraftig shrapnel beskydning mens de skridtede over den åbne slette blev de tvunget til at søge dækning i Wadi el Arish hvor de sad af og fortsatte deres fremrykning kl. 10.30 mod den osmanniske venstre fløj. I mellemtiden fortsatte kamelbrigaden sin fremrykning 800 m over det flade område sektion for sektion mens den ydede støtteild for hinanden.
Kl. 12 var alle brigader i hård kamp mens 3. lette beredne brigades 10. lette beredne regiment fortsatte sin bevægelse rundt om fjendens højre flanke. En time senere var kamelbrigadens bataljoner nået frem til at få forbindelse med 1. lette beredne brigade og 55 minutter senere begyndte den kraftige kamp at gøre virkning på den osmanniske garnison. Rapporter fortsatte med at fortælle om små grupper af osmanniske tropper, som trak sig tilbage, men kl. 14.15 fortsatte 10. lette beredne regiment sin bevægelse efter at have erobret Aulad Ali. De krydsede Wadi el Arish, rundede Hill 345 og angreb skanse 4 i ryggen. Klokken 14.55 var kamelbrigaden nået ind til under 450 meter fra de osmanniske stillinger sammen med 1. lette beredne brigade. Kl. 15.20 angreb de skanse 2. Ti minutter senere angreb den beredne newzealandske riffelbrigade, med påsatte bajonetter, skyttegravene øst for nogle huses, og 10. lette beredne regiment, som nu rykkede frem fra syd, erobrede to skyttegrave på deres side, og afskar i praksis den osmanniske garnison fra enhver flugt.
Kl. 16 havde 1. lette beredne brigade erobret skanse 2 og Chaytor rapporterede at bygninger og skanser var erobret på venstre fløj. Efter en telefonsamtale mellem Chauvel og Chetwode fortsatte presset, og alle enheder deltog i et angreb kl. 16.30. Den osmanniske garnison holdt ud indtil de afsiddede angribere nåede ind på en afstand af 20 meter, men på det tidspunkt var der ingen tvivl om at den osmanniske garnison var ved at tabe kampen, og de begyndte at overgive sig i små grupper. Al organiseret modstand ophørte 10 minutter senere, og mens mørket faldt på aftog den sporadiske skydning mens fanger blev indfanget og heste indsamlet og vandet ved de erobrede brønde. Derpå red Chauvel ind i Magdhaba og gav ordre til at rydde slagmarkend.
Kl. 23.30 forlod den beredne Anzac divisions hovedkvarter Magdhaba med en eskorte og ankom til al-Arish kl. 4.10 den 24. december 1916.

### Tab og erobringer
Af de 146 kendte britiske tab var 22 dræbt og 124 sårede heraf fem officerer dræbt og 7 såret.
Højest 200 osmanniske soldater undslap inden den resterende garnison på mellem 1.242 og 1.282 mand blev taget til fange. Blandt fangerne var 80. regiments chef Khadir Bey og lederne af 2. og 3. bataljon, Izzat Bey og Rushti Bey blandt 43 officerer. Over 300 osmanniske soldater blev dræbt. 97 blev begravet på slagmarken og 40 sårede blev behandlet.

## Efterspil
Med sejren ved Magdhaba var besættelsen af al-Arish sikret. Dette var den første by, som blev erobret på Middelhavskysten og infanteri fra 52. infanteridivisin og 5. beredne brigade begyndte hurtigt at befæste byen. Royal Navy ankom den 22. december og forsyninger begyndte at ankomme på strandene nær al-Arish den 24. december. Efter at jernbanen nåede frem den 4. januar fulgt af vandledningen udviklede al-Arish sig hurtigt til en vigtig base for den egyptiske ekspeditionsstyrke.
Luftrekognoscering opdagede osmanniske styrker, som flyttede deres hovedkvarter nordpå fra Beersheba, mens garnisonen i deres hovedbase i ørkenen ved Hafir El Auja blev øget en smule. Andre osmanniske forposter ved El Kossaima og Nekhel blev tilbage, sammen med deres stærke forsvarssystem med skyttegrave og skanser ved El Magruntein, som forsvarede Rafah på grænsen mellem Egypten og den sydlige del af det Osmanniske Rige.

### Tilbagekomst til al-Arish
Chauvels styrke havde forladt al-Arish den foregående nat med en vandflaske pr. mand. Yderligere vand blev fremskaffet af Ørkenkolonnens stab og sendt fra al-Arish til Lahfan, og en vand konvoj fra Lahfan fik ordre til at rykke til Magdhaba kl. 15.10 på daget for slaget, og blev rapporteret på vej kl. 15.20.
Efter at have fået vand fra vandkonvojen da den nåede til Magdhaba, red den beredne newzealandske riffelbrigade og 3. lette beredne brigade tilbage til al-Arish i deres eget tempo.
Den returnerende kolonne fik materiel bistand fra 52. division i form af lån af kameler, fantasser, sandkærrer og heste til kanonerne, de sidste sendt af sted efter ordre fra den kommanderende general for at møde de tilbagevendende spand.

### Rydning af slagmarken
En forbindingsstation blev etableret 5 km vest for Magdhaba, af den newzealandske feltambulances mobile sektion og 1. lette beredne brigade feltambulance. 80 sårede blev behandlet i løbet af dagen for slaget. Feltambulancerne udførte hastekirurgi, gav indsprøjtninger mod stivkrampe og bespiste patienter. I løbet af natten efter slaget blev forbundne sårede evakueret i sandkærrer og pinefulde cacoletter til al-Arish, med hjælp fra No. 1 Ambulance Convoy.
En del af 1. lette beredne regiment under oberstløjtnant C. H. Granville, med eskadroner fra Auckland Mounted Rifle Regiment og en eskadron fra 3. lette beredne brigade gik i bivuak for natten ved Magdhaba. En forsyningskonvoj blev sendt fra al-Arish for at støtte disse tropper mens de den følgende morgen fortsatte med rydde slagmarken. De resterende 44 britiske og 66 osmanniske sårede, der blev indsamlet den 23. og 24. december, blevet taget til et hospital inde i befæstningerne ved Magdhaba inden de blev sendt til forbindingsstationen. Herfra blev der kl. 17 sendt en ambulancekonvoj på en 37 km march til modtagestationen.
Konvojen af sårede blev mødt nogle kilometer fra al-Arish af infanteri med sandkærrer udlånt af 52. division, så de sårede, som var blevet transporteret i cacoletter kunne rejse komfortabelt til modtagestationen, hvortil de ankom kl. 4 den 25. december. 52. division leverede medicinsk udstyr og personel til at hjælpe, men selv om der blev gjort anstalter til at kunne evakuere til jernbanens endepunkt to dage senere, blev der planlagt evakuering over havet. Dette måtte udskydes på grund af en storm med regn og hagl den 27. december og det var først den 29. december at den største ambulancekonvoj under felttoget - med 77 sandkærrer, 9 slæder og et antal kameler med cacoletter, rykkede ud i tre kolonner langs stranden med 150 sårede. Nogle få alvorlige tilfælde, som ikke havde været klar til at blive flyttet, blev evakueret den følgende dag til Qantara ved Suez-kanalen.

### Anerkendelse
I en tale til tropperne efter slaget udtrykte Chetwode sin anerkendelse for den måde de beredne styrker angreb på. Han sagde, at i krigens historie havde han aldrig hørt om kavaleri, som ikke bare fandt og omringede fjendens stilling, men også sad af og kæmpede som infanteri med riffel og bajonet efterfølgende.
Den 28. september 1917 skrev Chauvel, som på dette tidspunkt var blevet forfremmet af Allenby til at lede alle tre beredne divisioner i det beredne ørkenkorps, til hovedkvarteret:
 Pointen er nu, at i den periode, som er dækket af Sir Archibalds depeche af 1–3–17, ved de australske og newzealandske tropper godt, at de med undtagelse af 5. beredne brigade og nogle kompagnier Yeomanry var de absolut eneste tropper, som var i kamp med fjenden på denne front og alligevel kan de se, at de har fået en meget lille andel af de hundreder af æresbevisninger og medaljer (herunder omtale i depecher), som er blevet tildelt. Mine lister mens jeg havde kommandoen over den australske og newzealandske beredne division var beskedne under alle omstændigheder, og deri er jeg måske til dels skyldig, men som De kan se af vedhæftede liste blev mange af mine anbefalinger skåret ud, og i nogle tilfælde blev de som var blevet anbefalet hædret end ikke nævnt i depecher.

## Eksterne kilder
- Wikimedia Commons har flere filer relateret til Slaget ved Magdhaba
- "AWM4/1/60/10 Anzac Mounted Division War Diary". Canberra: Australian War Memorial. december 1916. Arkiveret fra originalen 21. marts 2011. Hentet 2. januar 2016.
- American Colony (Jerusalem) Photo Department (1914-1917). "World War I in Palestine and the Sinai Photo Album". Washington D. C.: The Library of Congress. OCLC 231653216.
- Australian Light Horse Studies Centre Arkiveret 11. august 2011 hos  Wayback Machine−
- El Arish and El Magdhaba Arkiveret 13. juni 2008 hos  Wayback Machine
- Comparison of Maps – Australian, British and Turkish Histories Arkiveret 13. juni 2008 hos  Wayback Machine